# Prikraj Križevački
Prikraj Križevački falu Horvátországban Kapronca-Kőrös megyében. Közigazgatásilag Kőröshöz tartozik.

## Fekvése
Köröstől 3 km-re délre fekszik.

## Története
1857-ben 138, 1910-ben 203 lakosa volt. Trianonig Belovár-Kőrös vármegye Körösi járásához tartozott. 2001-ben 218 lakosa volt.

## Külső hivatkozások
Körös város hivatalos oldala